# Dalí, Despullat
Dalí, despullat, o el títol complet Dalí, despullat, contemplant extasiat cinc cossos regulars metamorfosats en corpuscles, en els quals de sobte apareix la “Leda” de Leonardo, cromosomatitzada per la cara de Gala és un quadre del pintor català Salvador Dalí realitzat devers 1954. No és pas signat ni datat. És un oli sobre llenç, és d'estil surrealista i mesura 61 × 46 cm. Es conserva en una col·lecció privada.
L'obra és un dels exemples més famosos de la pintura corpuscular de Dalí, basada en les seves reflexions sobre les implicacions metafísiques del bombardejos atòmics sobre Hiroshima i Nagasaki a la fi de la segona guerra mundial. Dalí va dir sobre aquest esdeveniment: «l'explosió de la bomba atòmica el 6 d'agost de 1945 em va sacsejar sísmicament. L'àtom era l'aliment que preferia per a les meves reflexions.» En les obres d'aquest període Dalí representa imatges explotats, descompostes en múltiples corpuscles esfèrics, cònics i piramidals.

## Descripció
En primer pla s'hi veu Dalí despullat i agenollat sobre un genol, a la platja de Portlligat. Una closca cobre la seva nuesa. Dalí sembla  contemplar l'escena que passa davant d'ell. La Leda de Leonardo, representada per Gala —com en el quadre Galatea de les esferes—, apareix juntament amb algunes esferes de diferents colors que floten al seu voltant.
El mar és representat com una pell que flota sobre la sorra. La mà esquerra hi recolza damunt l'aigua, com si fos sòlid. Un gos amb un pelatge similar més al d'una vaca que al d'un dàlmata, dorm davant de Dalí. Sobre l'aparició de Leda hi flota una construcció que s'assembla a una cúpula que es desintegra.
S'hi pot apreciar, segons les seves pròpies paraules:
| « | La matèria constantment sotmesa a un procés de desmaterialització, de desintegració a través del qual es manifesta l'espiritualitat de totes les substàncies. | » |